# Oksydaza lizylowa
Oksydaza lizylowa (LOX; EC 1.4.3.13) – metaloenzym zawierający miedź, który odgrywa kluczową rolę w tworzeniu wiązań krzyżowych w białkach macierzy pozakomórkowej, takich jak kolagen i elastyna. 

## Funkcja enzymatyczna
LOX katalizuje oksydacyjną deaminację reszt lizyny i hydroksylizyny w kolagenie i elastynie, prowadząc do powstania reaktywnych aldehydów, takich jak alizyna. Te reaktywne grupy aldehydowe uczestniczą następnie w tworzeniu stabilnych wiązań krzyżowych między włókienkami białkowymi, co zwiększa ich odporność na rozciąganie i inne obciążenia mechaniczne.

## Znaczenie biologiczne
Aktywność oksydazy lizylowej jest kluczowa dla prawidłowego funkcjonowania tkanek łącznych. Nieprawidłowości w jej działaniu mogą prowadzić do różnych schorzeń, takich jak zespół Ehlersa-Danlosa czy choroba Menkesa, które charakteryzują się osłabieniem struktury tkanek łącznych. Ponadto  nadmierna aktywność LOX została powiązana z procesami włóknienia oraz progresją niektórych nowotworów, w tym raka piersi.

## Regulacja i czynniki wpływające na aktywność
Aktywność LOX zależy od dostępności jonów miedzi, które są niezbędne do jej funkcji katalitycznej. Niedobory miedzi mogą prowadzić do zmniejszenia aktywności enzymu, co skutkuje osłabieniem struktury tkanek łącznych. Dodatkowo, witamina C odgrywa pośrednią rolę w stabilizacji kolagenu, wpływając na hydroksylację proliny i lizyny, co może modulować substraty dostępne dla LOX.

## Zastosowania medyczne i badawcze
Zrozumienie mechanizmów działania oksydazy lizylowej ma istotne znaczenie w medycynie regeneracyjnej oraz onkologii. 